# WTA German Open 1999
Відкритий чемпіонат Німеччини 1999 - жіночий тенісний турнір, що відбувся на ґрунтових кортах у Берліні (Німеччина). Належав до турнірів 1-ї категорії в рамках Туру WTA 1999. Тривав з 10 до 16 травня 1999 року. Перша сіяна Мартіна Хінгіс здобула титул в одиночному розряді й отримала 150 тис. доларів США.

## Фінальна частина

### Одиночний розряд
Мартіна Хінгіс —  Жюлі Алар-Декюжі, 6–0, 6–1
- Для Хінгіс це був 7-й титул за сезон і 46-й — за кар'єру.

### Парний розряд
Александра Фусаї /  Наталі Тозья —  Яна Новотна /  Патрісія Тарабіні, 6–3, 7–5

## Учасниці

### Сіяні учасниці
| Країна    | Гравчиня              | Рейтинг | Сіяна |
| --------- | --------------------- | ------- | ----- |
| Швейцарія | Мартіна Хінгіс        | 1       | 1     |
| Чехія     | Яна Новотна           | 4       | 2     |
| Німеччина | Штеффі Граф           | 6       | 3     |
| Іспанія   | Аранча Санчес Вікаріо | 7       | 4     |
| Франція   | Наталі Тозья          | 9       | 6     |
| США       | Серена Вільямс        | 11      | 7     |
| Швейцарія | Патті Шнідер          | 12      | 8     |
| Росія     | Анна Курнікова        | 15      | 9     |
| ПАР       | Аманда Кетцер         | 16      | 10    |
| Бельгія   | Домінік Ван Рост      | 14      | 11    |
| Франція   | Амелі Моресмо         | 10      | 12    |
| Румунія   | Іріна Спирля          | 18      | 13    |
| Іспанія   | Кончіта Мартінес      | 17      | 14    |
| Білорусь  | Наташа Звєрєва        | 19      | 15    |
| Австрія   | Барбара Шетт          | 20      | 16    |

### Інші учасниці
Нижче подано учасниць, що отримали вайлд-кард на вихід в основну сітку:
- Яна Кандарр
- Дженніфер Капріаті
- Юлія Абе

Нижче наведено учасниць, що отримали вайлдкард на участь в основній сітці в парному розряді:
- Анка Барна /  Марлен Вайнгартнер
- Юлія Абе /  Яна Кандарр

Нижче наведено учасниць, що пробились в основну сітку через стадію кваліфікації в одиночному розряді:
- Германа ді Натале
- Міріам Шнітцер
- Сандра Клезель
- Сандра Клейнова
- Сандра Качіч
- Анка Барна
- Сандра Начук
- Еммануель Гальярді

Такі тенісистки потрапили в основну сітку як Щасливі лузери:
- Маріана Діас-Оліва
- Аманда Гопманс
- Павлина Стоянова
- Флоренсія Лабат

Нижче наведено учасниць, що пробились в основну сітку через стадію кваліфікації в парному розряді:
- Германа ді Натале /  Флора Перфетті

Такі тенісистки потрапили в основну сітку як Щасливі лузери:
- Брі Ріппнер /  Тара Снайдер